# Les Arts Florissants (Charpentier)
Les Arts Florissants (česky Rozkvět umění) je komorní opera (autorem charakterizována jako idylle en musique) od Marc-Antoine Charpentiera z roku 1685 (v pořadí se jedná o třetí Charpentierovu operu). Libretista je neznámý.
V prvním představení účinkoval i Charpentier, jako La Peinture. 

## Osoby a první obsazení
| Osoba                        | hlasový obor | premiéra (1685)                |
| ---------------------------- | ------------ | ------------------------------ |
| La Musique, Hudba            | soprán       | Jacqueline-Geneviève de Brion  |
| La Poésie, Poezie            | soprán       | Antoinette Talon               |
| La Peinture, Malba           | kontratenor  | Marc-Antoine Charpentier       |
| L'Architecture, Architektura | mezzosoprán  | Marie Guilbault de Grandmaison |
| La Discorde, Svár            | bas          | Pierre Beaupuis                |
| La Paix, Mír                 | soprán       | Elisabeth "Isabelle" Thorin    |
| Un Guerrier, Válečník        | baryton      | Germain Carlier                |